# Zoroaster singletoni
Zoroaster singletoni är en sjöstjärneart som beskrevs av McKnight 2006. Zoroaster singletoni ingår i släktet Zoroaster och familjen Zoroasteridae. Inga underarter finns listade i Catalogue of Life.